# Саймон Форман
Саймон Форман (англ. Simon Forman; нар. 31 грудня 1552, Квідгемптон, Вілтшир, Англія — 5 або 12 вересня 1611, Темза, Лондон) — відомий англійський астролог, травознавець та окультист Єлизаветинської епохи, який працював у Лондоні за правління королеви Єлизавети I та короля Якова I. Після смерті його репутація була дещо заплямована, оскільки з'ясувалися факти його причетності до змови з метою вбивства сера Томаса Овербері. Деякі письменники, як Бен Джонсон та Натаніель Готорн характеризують його або як несповна розуму, або як злого чарівника у змові з дияволом.

## Життя
Форман народився в Квідгемптоні, недалеко від Солсбері, штат Вілтшир, 31 грудня 1552 р. У віці дев'яти років він пішов у безкоштовну школу в районі Солсбері, але був змушений покинути через два роки після смерті батька 31 грудня 1563 р. Протягом наступних десяти років свого життя він навчався у Метью Комміна, місцевого купця. Коммін торгував тканиною, сіллю та лікарськими рослинами, і саме в той час, коли він був молодим учнем, Форман почав дізнаватися про рослинні засоби. Після суперечок із місіс Коммін Саймон визнав, що його учнівство припинено, і він врешті-решт поїхав вчитися в Оксфорд як бідний вчений. Потім він провів півтора року в коледжі Магдалини в Оксфорді, де, можливо, зацікавився медициною та астрологією.
Протягом 1570-х і 1580-х років Форман працював викладачем під час вивчення окультних мистецтв. На початку 1590-х він переїхав до Лондона, розпочавши практику лікаря у Філпот-Лейн. Переживши спалах чуми в 1592 році, його медична репутація почала поширюватися. У 1597 році священником Бакінгемширу на ім'я Річард Нейпір (1559 - 1634) став його протеже. У 1590-х роках Форман почав проявляти більш серйозний інтерес до окультизму, врешті-решт створивши процвітаючу практику лікаря-астролога, що задокументовано в його детальних справах про запитання своїх клієнтів про хворобу, вагітність, викрадені товари, можливості кар'єри та перспективи шлюбу. Його успіх та його методи привернули увагу Коледжу лікарів (нині Королівський коледж лікарів), який намагався заборонити йому медичну практику. Врешті-решт він отримав ліцензію на практику в Кембриджському університеті в 1603 році.
22 липня 1599 року Форман одружився з 17-річною Джейн Бейкер. Будучи ніколи не задоволеним лише однією жінкою, не змінив стиль життя і в шлюбі, «за винятком того, що у нього зараз була господинею будинку недосвідчена дівчина; він продовжував бути господарем». У 1611 році він точно передбачив власну смерть на річці Темзі. Інший астролог, Вільям Ліллі, повідомляє, що одного теплого недільного дня у вересні того ж року Форман сказав дружині, що помре наступного вечора в четвер (12 вересня)
"Прийшов понеділок, все було добре. Прийшов вівторок, він не хворий. Прийшла середа, і все ще йому було добре; з якою його зухвала дружина багато чого тузала йому в зуби. Прийшов четвер, і вечеря закінчилася, він дуже добре: він спустився до берега води і взяв пару весел, щоб піти до деяких будівель, з якими він був у руці в Калюжному доці. Опинившись посеред Темзи, він зараз впав, сказавши лише: "Імпост, імпост", і так помер. Найсумніша буря вітру, що слідує за ним."
Через п'ять років після смерті він був причетний до вбивства Томаса Овербері, коли двох його пацієнтів, леді Френсіс Говард та місіс Енн Тернер, було визнано винними у злочині. Під час свідчення суду над Говардом адвокати висунули звинувачення Форману, стверджуючи, що він дав леді Ессекс зілля, з яким вона задумала вбити Овербері. Під час судового розгляду його сер Едвард Коук, лорд Верховний суддя Королівської лави, називав "Дияволом Форманом"; результатом стало те, що його репутація була сильно заплямована.

## Робота
Документи Формана виявилися скарбницею рідкісних, дивних, незвичних даних про один з найбільш вивчених періодів історії культури. Вони включають автобіографії, путівники з астрології, урочища чуми, алхімічні загальноприйняті книги та замітки на біблійні та історичні теми. Вони також містять його суперечки з Коледжем лікарів та його в основному невдалі магічні експерименти. Свого часу він володів копією Picatrix, яка зараз знаходиться в Британській бібліотеці. Форман залишив після себе велику кількість рукописів, що стосуються своїх пацієнтів та усіх предметів, які його цікавили, від астрономії та астрології до медицини, математики та магії. Його книги справ є найвідомішими з цих ресурсів. Вони, як і його щоденники та автобіографії, містять великі подробиці його життя. Його єдиною друкованою роботою була брошура, яка рекламувала фальшивий спосіб ворожіння довготи, перебуваючи в морі.
Його глибоке знання кола Шекспіра робить його особливо привабливим для істориків літератури. Сучасні вчені — А. Л. Роуз є одним із яскравих прикладів, і інші наслідували його приклад - використовували рукописи Формана для різноманітних вогнів, які вони кидають на менш викрите приватне життя чоловіків та жінок Єлизаветинської та Яковіанської епох. Однією з пацієнток Формана була поетеса Емілія Ланьє, кандидат Роуз, яка була Темною леді Шекспіра; ще однією пацієнткою була місіс Маунтджой, хазяйка Шекспіра. Шістдесят чотири томи його рукописів були зібрані Еліасом Ашмоулом у XVII столітті і зараз зберігаються в Бодліанській бібліотеці в Оксфорді. Його записи оцифровано командою під керівництвом професора Лорен Касселл з Кембриджського університету.

## "Книга п'єс"
Серед рукописів Формана є розділ під назвою "Книга п'єс", де записані описи чотирьох вистав Формана, які він бачив у 1610-1611 роках, і моралі, яку він черпав з них. Документ заслуговує на увагу в списку трьох шекспірівських вистав: «Макбет» у театрі «Глобус» 20 квітня 1610 р.; «Зимова казка»  15 травня 1611 р .; та «Цимбаліна», дата та театр не вказані. Четверта п'єса, описана Форманом, - це «Річард II», представлений у Глобусі 30 квітня 1611; але з опису це явно не Шекспірівський Річард II. Вперше рукопис був описаний Джоном Пейном Коллієром в 1836 році, а в 20 столітті його запідозрили як одну з його підробок. Більшість сучасних вчених зараз приймають цей розділ як автентичний [10], але деякі все ще підозрюють, що це може бути підробка. 